# Amphoe Ban Fang
Amphoe Ban Fang (Thai อำเภอ บ้านฝาง) ist ein Landkreis (Amphoe – Verwaltungs-Distrikt) im Norden der Provinz Khon Kaen. Die Provinz Khon Kaen liegt im westlichen Teil der Nordostregion von Thailand, dem so genannten Isan.

## Geschichte
Ban Fang wurde am 1. Mai 1975 als „Zweigkreis“ (King Amphoe) etabliert, indem man die vier Tambon Nong Bua, Pa Wai Nang, Ban Lao und Non Khong aus Amphoe Mueang Khon Kaen herauslöste.
Ban Fang wurde schließlich am 25. März 1979 zu einer vollen Amphoe hochgestuft.

## Geographie
Amphoe Ban Fang liegt im nördlichen Zentralbereich der Provinz Khon Kaen und grenzt vom Norden im Uhrzeigersinn aus gesehen an die Amphoe Ubolratana, Mueang Khon Kaen, Phra Yuen, Mancha Khiri und Nong Ruea. Alle Amphoe liegen in der Provinz Khon Kaen.

## Verwaltung

### Provinzverwaltung
Der Landkreis Ban Fang ist in sieben Tambon („Unterbezirke“ oder „Gemeinden“) eingeteilt, die sich weiter in 65 Muban („Dörfer“) unterteilen.
| Nr. | Name        | Thai     | Muban | Einw.  |
| --- | ----------- | -------- | ----- | ------ |
| 01. | Nong Bua    | หนองบัว   | 11    | 07.257 |
| 02. | Pa Wai Nang | ป่าหวายนั่ง | -     | 07.861 |
| 03. | Non Khong   | โนนฆ้อง   | 10    | 06.208 |
| 04. | Ban Lao     | บ้านเหล่า  | 14    | 10.296 |
| 05. | Pa Manao    | ป่ามะนาว  | 09    | 06.308 |
| 06. | Ban Fang    | บ้านฝาง   | 11    | 10.766 |
| 07. | Khok Ngam   | โคกงาม   | 10    | 05.768 |

### Lokalverwaltung
Es gibt sechs Kommunen mit „Kleinstadt“-Status (Thesaban Tambon) im Landkreis:
- Nong Bua (Thai: เทศบาลตำบลหนองบัว) bestehend dem gesamten Tambon Nong Bua.
- Non Khong (Thai: เทศบาลตำบลโนนฆ้อง) bestehend dem gesamten Tambon Non Khong.
- Pa Manao (Thai: เทศบาลตำบลป่ามะนาว) bestehend dem gesamten Tambon Pa Manao.
- Kaen Fang (Thai: เทศบาลตำบลแก่นฝาง) bestehend aus Teilen des Tambon Ban Fang.
- Khok Ngam (Thai: เทศบาลตำบลโคกงาม) bestehend dem gesamten Tambon Khok Ngam.
- Ban Fang (Thai: เทศบาลตำบลบ้านฝาง) bestehend aus den übrigen Teilen des Tambon Ban Fang.

Außerdem gibt es zwei „Tambon-Verwaltungsorganisationen“ (องค์การบริหารส่วนตำบล – Tambon Administrative Organizations, TAO):
- Pa Wai Nang (Thai: องค์การบริหารส่วนตำบลป่าหวายนั่ง)
- Ban Lao (Thai: องค์การบริหารส่วนตำบลบ้านเหล่า)